# Souleymane Diabate
Souleymane Diabate (* 23. März 1991) ist ein malischer Fußballspieler.

## Karriere
Souleymane Diabate stand bis Ende Juni 2010 beim Umbelebele Jomo Cosmos FC in Eswatini unter Vertrag. Im Juli 2010 wechselte er nach Südafrika, wo er sich Jomo Cosmos aus Johannesburg anschloss. Im Januar 2012 zog es ihn nach Asien. In Vietnam unterschrieb er einen Vertrag beim Cần Thơ FC. Mit dem Verein aus Cần Thơ spielte er in der zweiten vietnamesischen Liga. Nach zwei Jahren wechselte er in die erste Liga. Hier nahm ihn der Đồng Tâm Long An aus Tân An unter Vertrag. Für den Verein spielte er 24-mal in der Liga, wobei er 14 Tore erzielte. Ende 2015 wurde der Verein wegen Insolvenz aufgelöst. Wo er von 2016 bis April 2019 gespielt hat, ist unbekannt. Mohammedan SC, ein Verein aus Bangladesch, verpflichtete ihn am 1. Mai 2019. Der Verein aus der Hauptstadt Dhaka spielte in der ersten Liga des Landes, der Bangladesh Premier League. 2022 wurde er mit 21 Toren Torschützenkönig der Liga. Am Ende der Saison 2024/25 feierte er mit Mohammedan die Meisterschaft.

## Erfolge
Mohammedan SC
- Bangladesh Premier League: 2024/25

## Auszeichnungen
Bangladesh Premier League
- Torschützenkönig: 2021/22

V.League 2
- Torschützenkönig: 2012